# Президент на Португалия
Президентът на Португалия (на португалски: Presidente da República Portuguesa) е държавният глава на Португалия. Правомощията, функциите и задълженията на предишните президентски кабинети и връзката им с министър-председателя и кабинетите с течение на времето се различават в зависимост от различните португалски конституции.
В съответствие с Конституцията на Португалия от 1976 г. президентът се избира за мандат от 5 години. Може да да бъде преизбран за 2-ри последователен (без прекъсване) мандат, както и за трети (окончателен) мандат след прекъсване. Президентските избори се провеждат в 1 или в 2 кръга. Ако на първия тур никой кандидат не е събрал над 50% от подадените (валидни) гласове, то президентът се избира на втори тур измежду водещите 2 кандидати.
Има широки пълномощия, но рядко се използват. Може например, когато счете това за необходимо, да разпусне парламента и да насрочи нови предсрочни избори, както е направил Жоржи Сампаю на 30 ноември 2004 г. въпреки голямата парламентарна подкрепа за иначе оспорваното правителство на Педру Сантана Лопиш. При смърт на президента или физическа невъзможност да изпълнява задълженията си длъжността временно се поема с ограничени пълномощия от председателя на парламента до избирането на следващ президент на предсрочни избори.
По-долу е представен списък с президентите на Португалската република от края на Кралство Португалия през 1910 г. до днес.

## Предистория
През 1139 г. в хода на Реконкистата на Пиренейския полуостров дон Алфонсо Енрикеш се обявява за първи крал на Португалия. През 1143 г. Португалия официално е призната за независимо кралство. Близо 700 г. по-късно Португалия е разделена, като привържениците на републиката получават превес.
Началото на края на португалската монархия се поставя в началото на януари 1908 г., когато са задържани ръководителите на Републиканската партия, както и дисиденти на Прогресивната партия, обвинени в подготвяне на държавен преврат. Министър-председателят Жао Франко издейства от крал Карлуш I декрет, който да позволи депортирането им в отвъдморските португалски колонии. На 1 февруари – 1 ден след издаването на декрета, кралят и престолонаследникът Луиш Филипе са разстреляни в центъра на португалската столица Лисабон.
За нов крал е избран 18-годишният син на Карлуш I – Мануел II, който още с встъпването си освобождава Жао Франко от поста министър-председател и предприема редица мерки за демократизирането на политическата система. Той назначава за нов министър-председател безпартийния адмирал Ферейра до Амарал. С негова помощ се либерализират законите, свързани със свободата на словото и събиранията. Парламентът е разпуснат и се насрочват нови избори. Местните избори, проведени през същата година, са спечелени от републиканците, като те постигат най-големия си успех дотогава. Опитвайки се да спре разпадането на монархията, Мануел II назначава 6 министър-председатели в следващите 2 г. Същевременно монархистите са разединени.
На 3 октомври 1910 г. Мигел Бомбарда, психиатър и идеолог на републиканското движение, е убит от свой пациент. Въпреки че този акт не е политически мотивиран, смъртта на Бомбарда води до въстания в Лисабон и други големи градове. На следващия ден крал Мануел II се оттегля от престола и заминава за Великобритания в изгнание. На 5 октомври в Порто се създава временно правителство, начело на което застава Теофико Брага. На същия ден е провъзгласена и Португалската република. Така след 771 г. е сложен краят на португалската монархия.

## Първа република
След падането на монархията в Португалия се установява Първата португалска република. За първи президент временно е избран министър-председателят Теофило Брага. Първата португалска република се характеризира с голяма нестабилност. През 16-те години, в които съществува, се изреждат 9 президенти и 45 правителства. Президентите, чиито права са ограничени, не разполагат с нужната власт за защита на републиката от монархисти, анархисти и комунисти. Скоро след обявяването на републиката партийният ландшафт е разпокъсан вследствие на бързо сменящите се правителства без нужното парламентарно мнозинство. Това довежда допълнително до отслабване на републиканската система. Така се стига до 1917 г., когато генерал Сидониу Паиш след военен преврат поема властта. Неговото убийсто през 1918 г. удължава живота на републиката.
| Име                                        | Политическа ориентация           | Портрет       | Бележки                                                    | Години на управление |
| ------------------------------------------ | -------------------------------- | ------------- | ---------------------------------------------------------- | -------------------- |
| Теофило Брага (1843 – 1924)                | републиканец (ПРП)               | Теофило Брага | временно изпълняващ длъжността след падането на монархията | 1910 – 1911          |
| Мануел Жозе ди Ариага (1840 – 1917)        | републиканец (ПРП)/демократ (ПД) |               | първи конституционно избран президент                      | 1911 – 1915          |
| Теофило Брага (1843 – 1924)                | демократ (ПД)                    | Теофило Брага | временно изпълняващ длъжността, втори мандат               | 1915                 |
| Бернардину Машаду (1851 – 1943)            | демократ (ПД)                    |               | президент                                                  | 1915 – 1917          |
| Сидониу Паиш (1872 – 1918)                 | военен (ПНР)                     |               | пучист, същевременно и министър-председател                | 1917 – 1918          |
| Жуан ду Канту и Кащру (1862 – 1934)        | военен                           |               | временно изпълняващ длъжността                             | 1918 – 1919          |
| Антониу Жозе ди Алмейда (1862 – 1934)      | еволюционист (ПРЕ)               |               | президент                                                  | 1919 – 1923          |
| Мануел Тейшейра Гомиш (1860 – 1941)        | демократ (ПД)                    | -             | президент                                                  | 1923 – 1925          |
| Бернардину Машаду (1851 – 1943)            | демократ (ПД)                    |               | президент, втори мандат                                    | 1925 – 1926          |
| Жозе Мендиш Кабесадаш Жуниор (1883 – 1965) | военен                           | -             | същевременно и министър-председател                        | 1926                 |

## Военна диктатура
През 1926 г. след военен преврат републиканската конституция е отменена. Две години по-късно на политическата сцена се появява Антониу ди Оливейра Салазар. Първоначално той е само финансов министър със специални правомощия, като в него е концентриран контролът върху държавния бюджет. Така той се превръща постепенно в основната фигура в политическата система на Португалия, а обявяването му за министър-председател от военната хунта през 1932 г. е логична формалност. През 1933 г. Салазар въвежда нова конституция. Според нея Новата държава (порт. Estado Novo, Естадо нуово) е еднопартийна и католическа. Така католическата църква успява да възвърне част от влиянието си в Португалия, което е загубила по времето на антиклерикалните политици от Първата република. Противниците на Салазар са преследвани.
Салазар управлява Португалия до 1968 г., като президентите са негови протежета. Той е и временен президент през 1951 г. През 1968 г. Салазар получава сърдечен удар, от който не може да се възстанови и умира през 1970 г. Новият силен човек на диктатурата е Марсело Каетану, който продължава политиката на Салазар.
От началото на 16 век Португалия има колонии в Африка. Протестите срещу колониалната власт в Ангола, Гвинея-Бисау, Кабо Верде и Мозамбик се превръщат след 1961 г. във въоръжена борба за независимост. Въоръжените конфликти в колониите достигат своя апогей в началото на 1970-те години и африканските колонии получават независимост през 1975 г. Колониалните войни на Португалия са в основата на т.нар. Революция на карамфилите от 1974 г., с която чрез военен заговор на завърнали се в родината офицери е свален диктаторът Марсело Каетану.
| Име                                            | Политическа ориентация | Портрет | Бележки | Години на управление |
| ---------------------------------------------- | ---------------------- | ------- | --- | -------------------- |
| Мануел ди Оливейра Гомиш да Коща (1863 – 1929) | военна хунта           | -       | Генерал. След „революцията“ от 28 май 1926 г. отстъпва поста на Мендиш. На 17 юни военната хунта го избира за президент и министър-председател. На 8 юли чрез пуч е сменен от военната хунта, която не е доволна от политиката му.                     | 1926                 |
| Антониу Ошкар ди Фрагозу Кармона (1869 – 1951) | пучист, военна хунта   |         | Участва в пуча срещу Гомиш. Първоначално е само министър-председател, но с диктаторски пълномощия. През 1928 г. след референдум се провъзгласява за доживотен президент. През 1932 г. сдава поста министър-председател на Антониу ди Оливейра Салазар. | 1926 – 1951          |
| Антониу ди Оливейра Салазар (1889 – 1970)      | диктатор, военна хунта |         | временно след смъртта на Кармона | 1951                 |
| Франсишку Кравейру Лопиш (1894 – 1964)         | военна хунта           |         | Главнокомандващ на ВВС преди назначението. След конфликт със Салазар е отстранен от поста. | 1951 – 1958          |
| Америку Деуш Томаш (1894 – 1964)               | военна хунта           |         | Адмирал, министър на флота преди назначението. Свален е от власт от т.нар. Революция на карамфилите. | 1958 – 1974          |

## Трета република
На 25 април 1974 г. група офицери, организирани в Движение на въоръжените сили (ДВС), извършва т.нар. Революция на карамфилите с цел възстановяване на демокрацията в страната. Превратът е насочен срещу Марсело Каетано – наследника на диктатора Антониу Салазар, и фашисткия характер на управлението.
Начело на хунтата застават майор Отелу ди Карвалю и генерал Антониу ди Спинола. Премиер след преврата става Вашко дос Гонсалес. В следващите години постепенно е установена демократична власт. През 1975 г. извоюват своята независимост африканските колонии на Португалия – Мозамбик (25 юни), Кабо Верде (5 юли), Гвинея-Бисау (5 юли), Сао Томе и Принсипи (12 юли) и Ангола (11 ноември).
След втория мандат на Антониу Рамальо Еанеш следват 20 г., през които Португалия е управлявана от президенти социалисти (Мариу Суариш и Жоржи Сампаю). През 2006 г. демократът Анибал Каваку Силва става първият десен президент на Португалия, заемал този пост след „революцията на карамфилите“ от 1974 г. Той е преизбран през 2011 г.
| Име                                   | Политическа ориентация      | Портрет | Бележки | Години на управление |
| ------------------------------------- | --------------------------- | ------- | --- | -------------------- |
| Антониу ди Спинола (1910 – 1996)      | военен (ДВС)                |         | Генерал. Председател на управляващия съвет. Временно изпълняващ длъжността президент. Подава оставка на 30 септември след разногласия с лявото крило на ДВС.                               | 1974 – 1974          |
| Франсишку да Коща Гомиш (1914 – 2001) | военен (ДВС)                | -       | Генерал. През 1974 г. се осъществява поземлена реформа и почти феодалната система в Южна Португалия е премахната. На следващата 1975 г. всички португалски колонии получават независимост. | 1974 – 1976          |
| Антониу Рамальо Еанеш (1935-)         | военен, реформатор (ПРД)    |         | Генерал. Първият португалски държавен глава, посетил България през 1979 г. Първи мандат от 14 юли 1976 до 9 март 1981 г. Втори мандат от 9 март 1981 до 9 март 1986 г.                     | 1976 – 1986          |
| Мариу Суариш (1924 – 2017)            | социалист (ПС)              |         | Първи мандат от 9 март 1986 до 9 март 1991 г. Втори мандат от 9 март 1991 до 9 март 1996 г.                                                                                                | 1986 – 1996          |
| Жоржи Сампаю (1939 – 2021)            | социалист (ПС)              |         | Първи мандат от 9 март 1996 до 9 март 2001 г. Втори мандат от 9 март 2001 до 9 март 2006 г.                                                                                                | 1996 – 2006          |
| Анибал Каваку Силва (1939-)           | либерален консерватор (ПСД) |         | Първи мандат от 9 март 2006 до 9 март 2011 г. Втори мандат от 9 март 2011 г. | 2006 – 2016          |
| Марселу Рибелу ди Соза (1948-)        | либерален консерватор (ПСД) |         | Първи мандат от 9 март 2016 до 9 март 2021 г. | 2016 –               |